# Sisenna Estatilio Tauro
Sisenna Estatilio Tauro  fue un senador romano del siglo I, que desarrolló su cursus honorum bajo los imperios de Augusto y Tiberio.

## Familia
Era nieto de Tito Estatilio Tauro, importante general de Augusto y consul ordinarius en 37 y 26 a. C. Su hermano fue Tito Estatilio Tauro, consul ordinarius en 11.
Casado con una Cornelia, sus hijos fueron Sisenna Estatilio Tauro y Estatilia Cornelia.

## Carrera pública
En 16, bajo Tiberio, fue nombrado consul ordinarius. Fue miembro del Colegio de Pontífices. Se conocen algunos libertos  y esclavos  de su familia en Roma, donde poseía la antigua casa de Cicerón en el monte Palatino. Así mismo, tenía fincas en Dalmacia y el Norte de Italia.